# Isla de Boa Vista
Boa Vista (Bubista en criollo caboverdiano) es la isla más oriental de Cabo Verde, en el grupo de Barlovento, y la tercera por extensión; también es un municipio del mismo Boa Vista en Cabo Verde. Su principal población es Sal Rei (portugués por "sal rey").
Llamada la Isla de las Dunas o del Morna, pero también se podría llamar una isla de las mil y un islotes, ya que está rodeado de pequeños islotes. La isla tiene unos 55 kilómetros de arenas blancas y aguas color turquesa y es, de todo el archipiélago, la que se encuentra más cerca del continente africano. El atractivo de esta isla está motivado por los paisajes y el clima siempre cálido todo el año. El Desierto de Viana, el pueblo pesquero de Espingueira, la Planicie do Campo da Serra, más allá de la playa de Santa Mónica y la punta de Ervatão, son puntos de referencia turística. La isla cuenta con el aeropuerto Internacional Aristides Pereira que conecta con diversas ciudades europeas.

## Historia
Debido a sus características geológicas y climáticas, la isla de Boavista, tal como sucedió en la Isla de Sal, después de ser descubierta el 14 de mayo de 1460, cayó en el olvido durante los siguientes 150 años, siendo utilizada para el pasto de las cabras. Cristóbal Colón atracó en la isla en 1498 e hizo una descripción terrorífica de las dificultades con que se encontró.
En el transcurso del tiempo, la isla de Boavista fue salpicado por sucesivos naufragios, resultantes de la unión de circunstancias peculiares, vientos tempestuosos asociados a corrientes muy fuertes, arrecifes rocosos poco profundos, y la poca visibilidad cuando hay bruma seca.
Alrededor de 1620, algunos marineros ingleses, observando la buena calidad de sal, se establecieron en Povoação Velha para explotar este recurso natural. Sin embargo los ataques constantes de piratas, impidieron el desarrollo económico regular de la isla, hasta que en 1820, una secuencia de saqueos devastadores, que provocó que la población se mudara a Sal Rei, construyendo un fuerte en el islote de Sal Rei para la defensa de la ciudad.
A partir de entonces, la isla de Boavista conoció una prosperidad relativa, alcanzando un significado cultural, dando a nacer el estilo musical emblemático de Cabo Verde, la morna. Actualmente la industria del turismo está en expansión, pero las infraestructuras turísticas y de las carreteras disponibles, todavía no le permiten explorar sus inmensas riquezas naturales.

## División administrativa

### Municipios
La isla de Boavista solo dispone de un municipio llamado Boavista

### Freguesias
- Santa Isabel
- São João Baptista

### Localidades
- Bofarreira
- Cabeça dos Tarrafes
- Curral Velho
- Espingueira
- Estância de Baixo
- Fundo das Figueiras
- João Barreiro
- João Galego
- Povoação Velha
- Rabil
- Sal Rei

## Flora y fauna

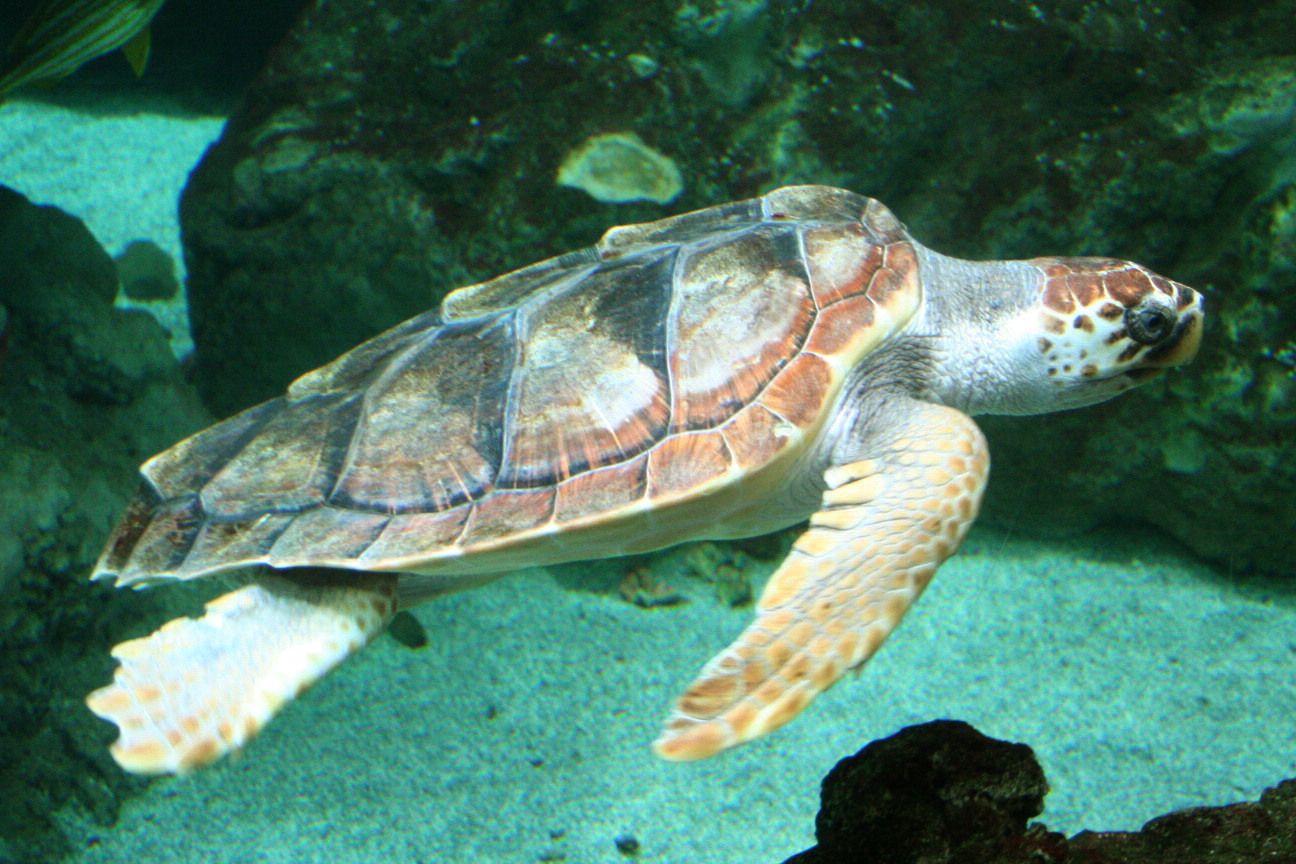
Tortuga caretta caretta, una de las espiecies que desova en las playas de la isla

Boavista está predispuesto naturalmente con el ecoturismo, con sus playas de recibir tortuga boba durante su deposición, o sus bahías protegidas que son un refugio para las ballenas jorobadas que vienen aquí a reproducirse en el invierno también. Aguas poco profundas, ideales para el desarrollo de cuatro especies diferentes de coral, así como las zonas de alimentación de los tiburones y las tortugas de diferentes especies, en las zonas rocosas alberga muchas especies de aves migratorias (endémica).

## Áreas protegidas
La isla de Boavista tiene 14 zonas protegidas que se describen a continuación:

### Monumento natural de Monte Estância
Está situado en la parte sur-oriental de la isla de Boa Vista, a pocos kilómetros de la costa de João Barrosa. Es la elevación más alta de la isla, con 387 m de altitud. Está aislada en medio de amplias llanuras que se interrumpen en 
su vertiente norte por la presencia de conos volcánicos de la colina Miguel Nhanga, separado de él por la orilla del río Manjolo. Tiene una superficie aproximada de 739 hectáreas.

### Paisaje protegido de Curral Velho
El objeto de protección es la preservación de la identidad del paisaje, las características geológicas y geomorfológicas (arenas, piedra calizas, playas y salinas) y antiguo asentamiento humano formado por corrales y casas tradicionales. Forman uno de los espacios homogéneos existentes en la isla. Está compuesta por una gran llanura y la cuenca de la Ribeira do Meio, que se abre entre las escarpadas rocas, que van elevando desde el interior hasta los paleo-acantilados antiguos generados en épocas geológicas anteriores. Tiene una superficie aproximada de 1.635 hectáreas y un perímetro de 24.926 m.
Las principales amenazas se relacionan con las actividades extractivas que se pudieran desarrollar. El estado de conservación de las antiguas casas de Curral Velho, São Domingos y Prazeres son muy precarias, estas construcciones deben ser restaurados y conservados, ya que son una interesante muestra de la arquitectura
tradicional de Cabo Verde, el legado cultural que tan duramente forjaron los caboverdianos en los últimos siglos. Existen intereses turísticos en la zona y se ha creado una asociación local para la defensa de Curral Velho. Cualquier actividad que se desarrolle en la zona debe cumplir con los criterios y los valores tradicionales de este bello enclave
boavistense con el fin de preservar la integridad de este paisaje natural y cultural.

### Parque natural de Norte
Es el área protegida más grande de Boa Vista, ya que, además de ocupar todo el cuadrante nororiental de la isla, tiene una importante zona marina a lo largo de su zonas costera, correspondientes a tres millas náuticas. El fundamento para su protección es la de conservar sus valores naturales (presencia de áreas de nidificación de tortugas, la presencia de aves de interés, sobre todo rapaces y esteparias, y las características geomorfológicas y paisajistas) con el desarrollo socioeconómico de las poblaciones locales a través de la mejora de las actividades tradicionales.
Por su tamaño y características físicas, la singularidad de este espacio proviene de acoger núcleos de población del noreste de la isla João Galego, Fundo das Figueiras y Cabeça dos Tarafes, así como su perímetro, que abarca las áreas agrícolas más importantes de la isla.
Tiene una superficie de aproximadamente 8.910 hectáreas terrestres y 13.136 hectáreas marinas. Los límites de los islotes que constituyen reservas naturales, se encuentran fuera de los límites del parque natural del Norte, así como sus respectivas áreas de protección (300 m).

### Reserva natural integral del islote de Baluarte
El objeto de protección es el nivel de presencia y de aves emblemáticas a nivel mundial como el rabil y el alcatraz. Se encuentra al noreste de la isla de Boavista, en la costa de Ponta do Rife, entre las antiguas salinas y Porto Ferreira. Es un islote alargado en dirección este-oeste, con una altitud inferior de 5 metros sobre el nivel del mar, es una isla plana y rocosa de naturaleza basáltica. El límite del área protegida discurre por la zona costera de la misma y una franja marina de 300 metros. Tiene una superficie aproximada de 7,65 hectáreas de superficie terrestre y 87 hectáreas marinas.

### Reserva natural integral del islote de Curral Velho
Los motivos de protección de la reserva natural del islote de Curral Velho es la presencia de aves como la fragata, el alcatraz, la pardela de Cabo Verde, el rabijunco etéreo y el paíño de Madeira.
Está ubicado al sur de la isla de Boavista, frente a la playa de Curral Velho, al noreste de Ponta do Pesqueiro Grande. Es un pequeño islote que sobrepasa los 5 metros de la altitud del nivel del mar, compuesta principalmente por materiales calcáreos muy fragmentados por la acción marina con costas características morfológicas como huecos y cavidades naturales más conocidos por taffoni.
El límite de esta zona se analiza la zona costera del islote y una franja marina de 300 metros alrededor del mismo.

### Reserva natural integral del islote de los Passaros
Los objetivos de protección son la presencia de las aves como el paíño pechialbo y paíño de Madeira. Se encuentra al nornoroeste de la isla de Boavista, frente a la bahía das Gatas. Es uno de los islotes más pequeños en vista de su extensión y su baja altitud sobre el nivel del mar. Se trata de un islote plano cubierto de sedimentos y arenas. Está conectado a la isla por una cadena de arrecifes y rocas volcánicas. El límite de este espacio es la zona costera de la misma y su franja marina de 300 metros. Tiene una superficie aproximada de 0,82 hectáreas terrestres y 38 hectáreas marinas.

### Reserva natural Tartaruga
Los fundamentos de la protección son las áreas de conservación tales como playas zona de anidación de tortugas, los humedales y salinas importante para aves costeras y aves migratorias y las colonias de aves marinas de Ponta do Roque y los acantilados de Morro Negro.
Forma un gran espacio que cubre la costa y una parte interior paralela a la misma a lo largo del lado del este y el sur de la isla, desde Morro Negro hasta la playa de Cruzinha Brito. Abarca también una importante zona marina a lo largo de toda su zona costera correspondiente a tres millas náuticas. Tiene una superficie de aproximadamente 1.439 hectáreas de superficie terrestre y 13.436 hectáreas de área marina.

### Monumento natural del islote de Sal Rei
Los motivos de protección son la presencia de valores naturales importantes como especies de flora y fauna y el valor histórico y cultural que ofrece antigua fortaleza del Duque de Bragança.
Se encuentra al noroeste de Boa Vista, en frente de la ciudad de Sal Rei, es el islote más extenso que rodea la isla de Boavista y la de más altitud (27 m.). A diferencia de los otros, está constituido por materiales basálticos y piedras calizas, con playas de arenosas en las zonas más protegidas. Tiene una superficie aproximada de 92,6 hectáreas.

### Monumento natural del monte Santo António

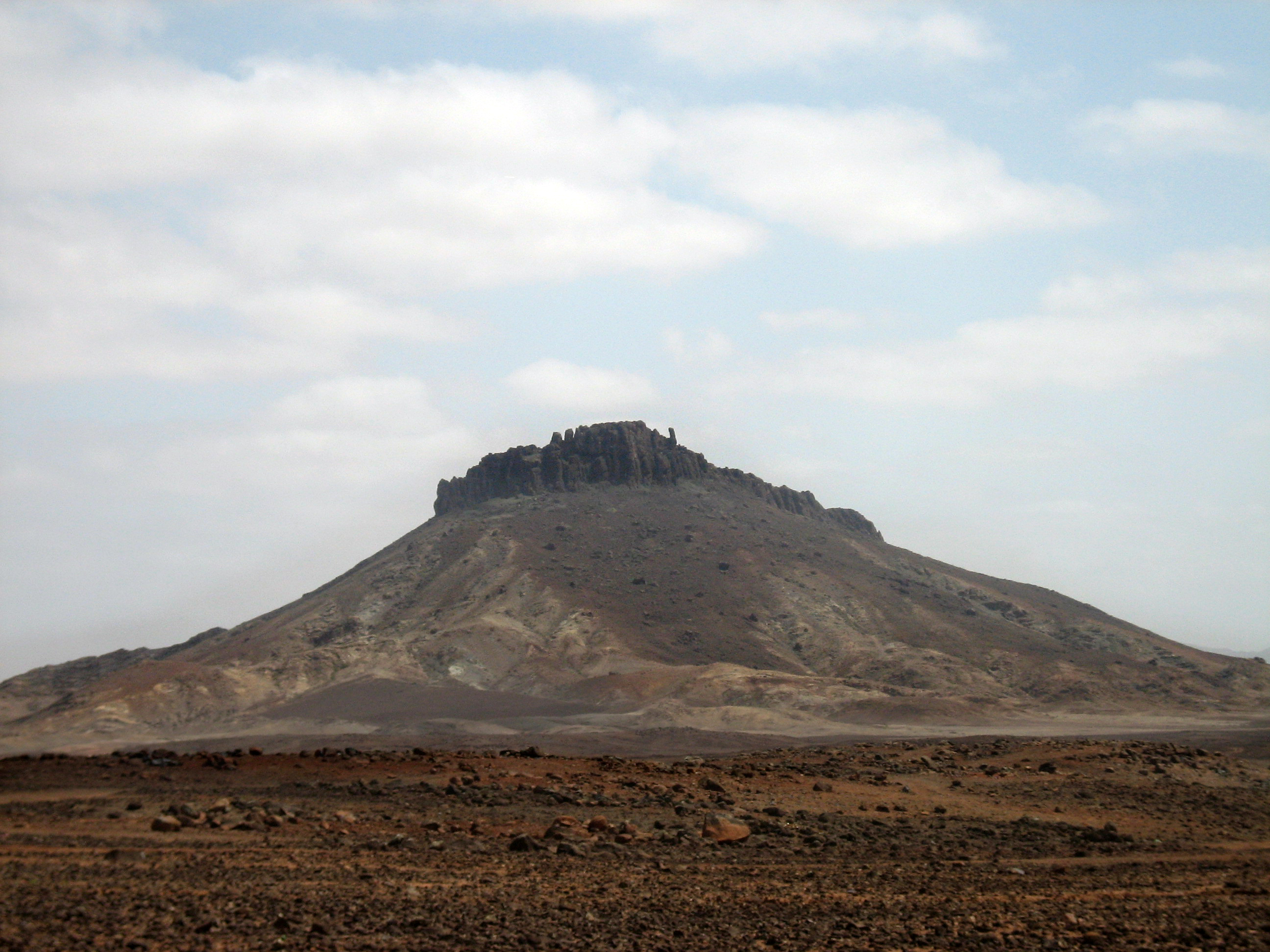
Vista del Monte de Santo António

Está formado por el macizo rocoso que forma el monte de San Antonio, el segundo de mayor altura de la isla con una altitud de 379 m. y forma junto con el Rocha Estância y el monte Estância una de las tres formaciones orográficas más singulares por su morfología fortaleza rocosa con una base casi circular elevada sobre una extensa llanura
Alcanza una máxima diferencia de altura de 320 m entre la parte más alta del macizo y su base, lo que lo convierte en un rasgo prominente del paisaje. Tiene una superficie aproximada de 459 hectáreas.

### Monumento natural Rocha Estância
El macizo rocoso que forma Rocha Estância es uno de los relieves destacados de la isla de Boavista, con 357 m de altitud máxima, limitada por las riberas Baixa, Doutor y Fonte. Tiene una superficie aproximada de 255 hectáreas.

### Paisaje protegido Monte Caçador e Pico Forcado
La alineación montañosa de monte Caçador (355 m), el Pico Forcado (364 m) y Mesa Cágado (297 m) y sus límites, forman una barrera orográfica que ocupa gran parte de la franja centro-oriental de la isla, es la formación montañosa más importante de Boavista. Presenta picos, mesetas y grandes peresiones. Es fácil distinguir sus límites por su contacto con la llanura, sin embargo la zona occidental, sus límites coinciden con Campo da Serra, volviendo de nuevo la llanura hacia Ribeira do Norte. Tiene una superficie aproximada de 3.357 hectáreas, estando dentro de sus límites la laguna Olho do Mar.

### Reserva natural de Boa Esperança
Los objetivos de protección son para preservar y mantener los procesos ecológicos derivados de la dinámica de las arenas en la desembocadura de la riberia de Rabil, con humedales y salinas de interés, así como la calidad de sus paisajes.
Se encuentra al este de Sal Rei, y abarca una amplia franja compuesta por un sistema dunar desde la costa de Boa Esperanza, incluyendo las playas de Atalanta, Sobrado y Copinha, llegando a Pesqueiro do Banco, hasta la costa sur de Sal Rei, en la playa de Carlota. Tiene una superficie aproximada de 3.742 hectáreas de área terrestre y 215 hectáreas de área marina.
El ecosistema inundable en la desembocadura de la riberia de Rabil contiene elementos de alto valor biológico que debe ser preservados. Es un ecosistema muy frágil y sensible a la contaminación y los cambios, las aves no toleran
presencia humana, por lo tanto se propone que se asegurar la zona con una protección especial.

### Reserva natural de Ponta do Sol
Los motivos de la protección son biológicos, la presencia de especies emblemáticas avifauna insular como Rabijunco etéreo y la águila pescadora y protección geológica por su naturaleza volcánica reciente y la presencia de un importante campo de dunas fósiles. Se encuentra al noroeste de la isla, desde la playa de Ervatao, al norte de Nosssa Senhora de Fátima, hasta la zona acantilada de la ribera de Poderoso incluidos los acantilados de la playa de Ervatao y la parte de la plataforma superior de Chã de Ervatao, el sector montañoso del Pico Vigia y Curral Preto, la amplia plataforma costera en el inicio del macizo montañoso y los acantilados y dunas fósiles presentes desde Farol de Ponta do Sol hasta cerca de ribera de Poderoso.
Tiene una superficie aproximada de 467 hectáreas. Con el fin de controlar los posibles efectos sobre los valores naturales de la reserva y la circulación de arenas que alimenta el sistema de dunas se incluye una zona periférica de protección del medio marina, que incluye una franja marina de 300 m de 283 hectáreas.

### Reserva natural de Morro de Areia
El objetivo de la protección es el de preservar los procesos ecológicos derivados de la dinámica arenosa y conservación de las especies endémicas de interés y relevantes del archipiélago, como el rabijunco etéreo, la águila pescadora, las tortugas, el quelvacho lustánico y numerosos invertebrados. Se encuentra al suroeste de la Boavista, desde la playa de Chaves hasta la playa de Santa Mónica.
Tiene una superficie aproximada de 2.585 hectáreas. Con el fin de controlar los posibles efectos sobre los valores naturales de la Reserva y la circulación de arenas que alimenta el sistema de dunas de este espacio, se incluye
un área marina protegida periférico que incluye una franja marina de 300 m a lo largo del sector de costa y el interior, un sector que incluye playa de Chaves situado al norte de la zona protegida, cuya área es de 491 ha.

## Playas

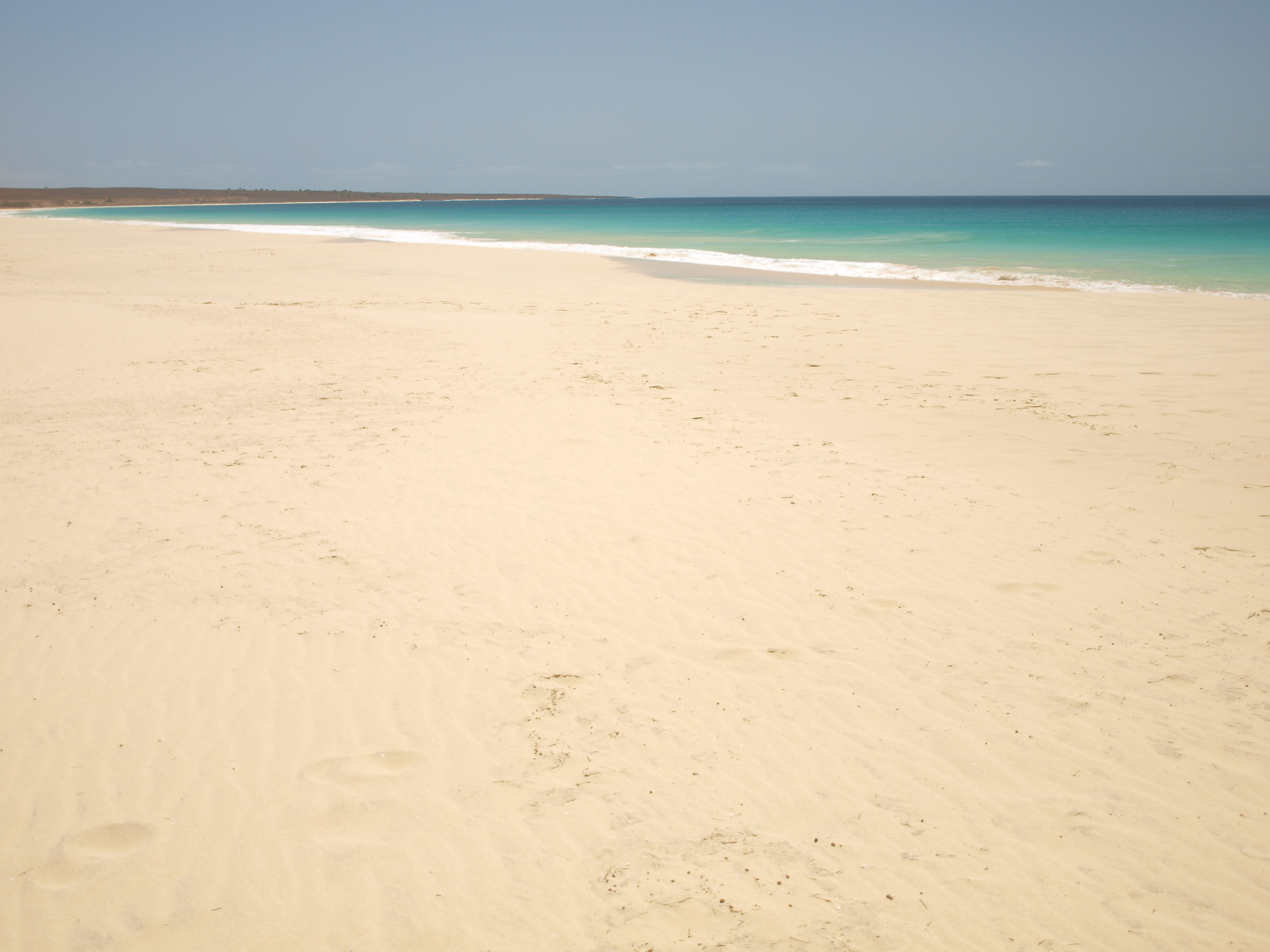
Playa de Santa Mónica

- Praia da Atalante
- Praia de Cabral
- Praia de Chaves
- Praia da Varandinha
- Praia de Santa Mónica
- Praia de Curral Velho

## Transportes

### Aeropuerto
Dispone del Aeropuerto Internacional Aristides Pereira que es la principal entrada de turismo

### Carreteras

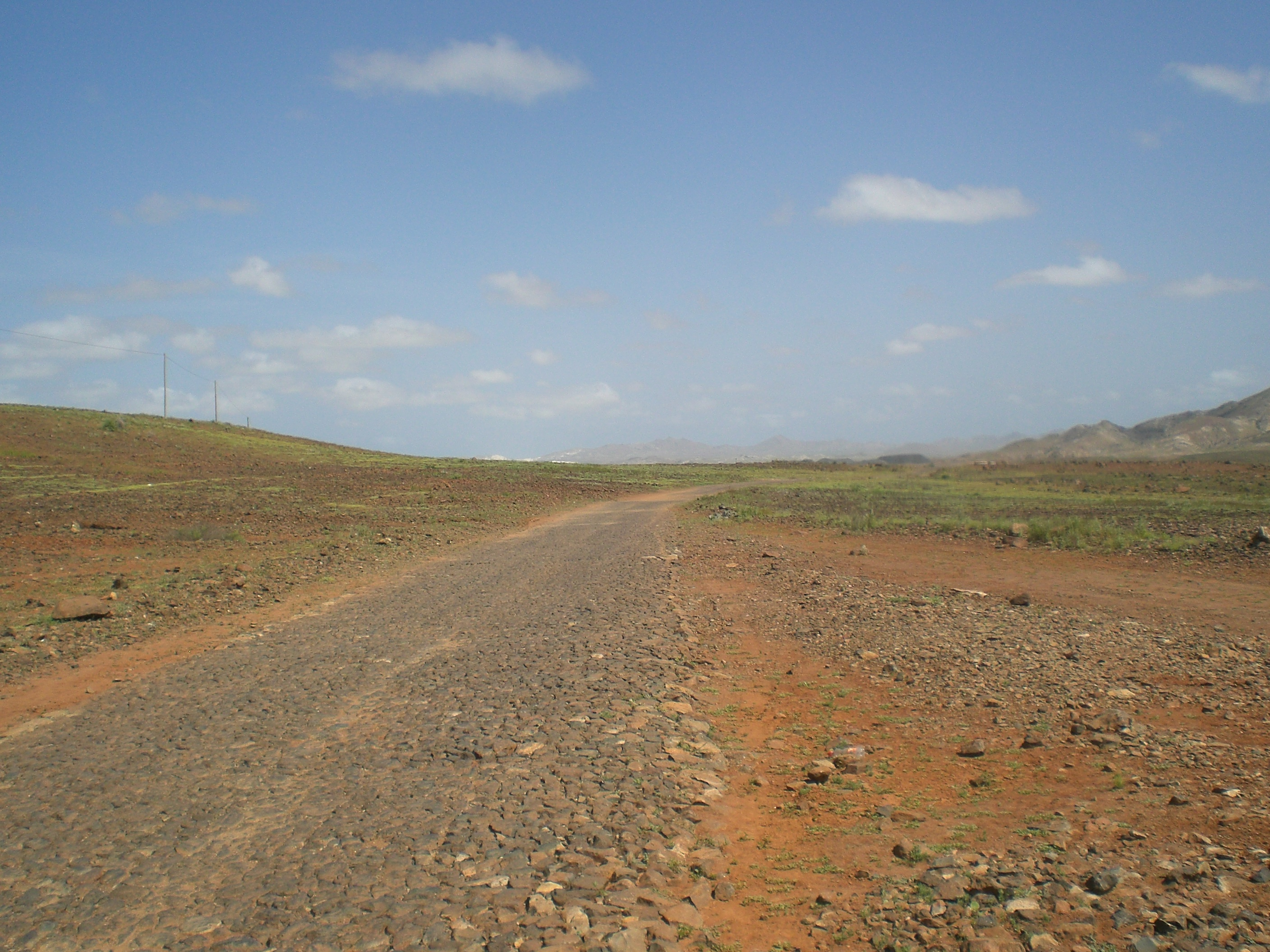
Carretera de acceso a Povoação Velha

La longitud de la red de carreteras de la isla es de 50,66 km, siendo 29,20 km a 2 carreteras nacionales y 21,46 km a 4 carreteras municipales.
Carreteras nacionales
| Identificador | Itinerario               | Longitud  |
| ------------- | ------------------------ | --------- |
| EN1-BV-01     | Sal Rei-Aeropuerto       | 4,20 km.  |
| EN3-BV-01     | Rabil-Cabeça dos Tarafes | 25,00 km. |

### Puerto

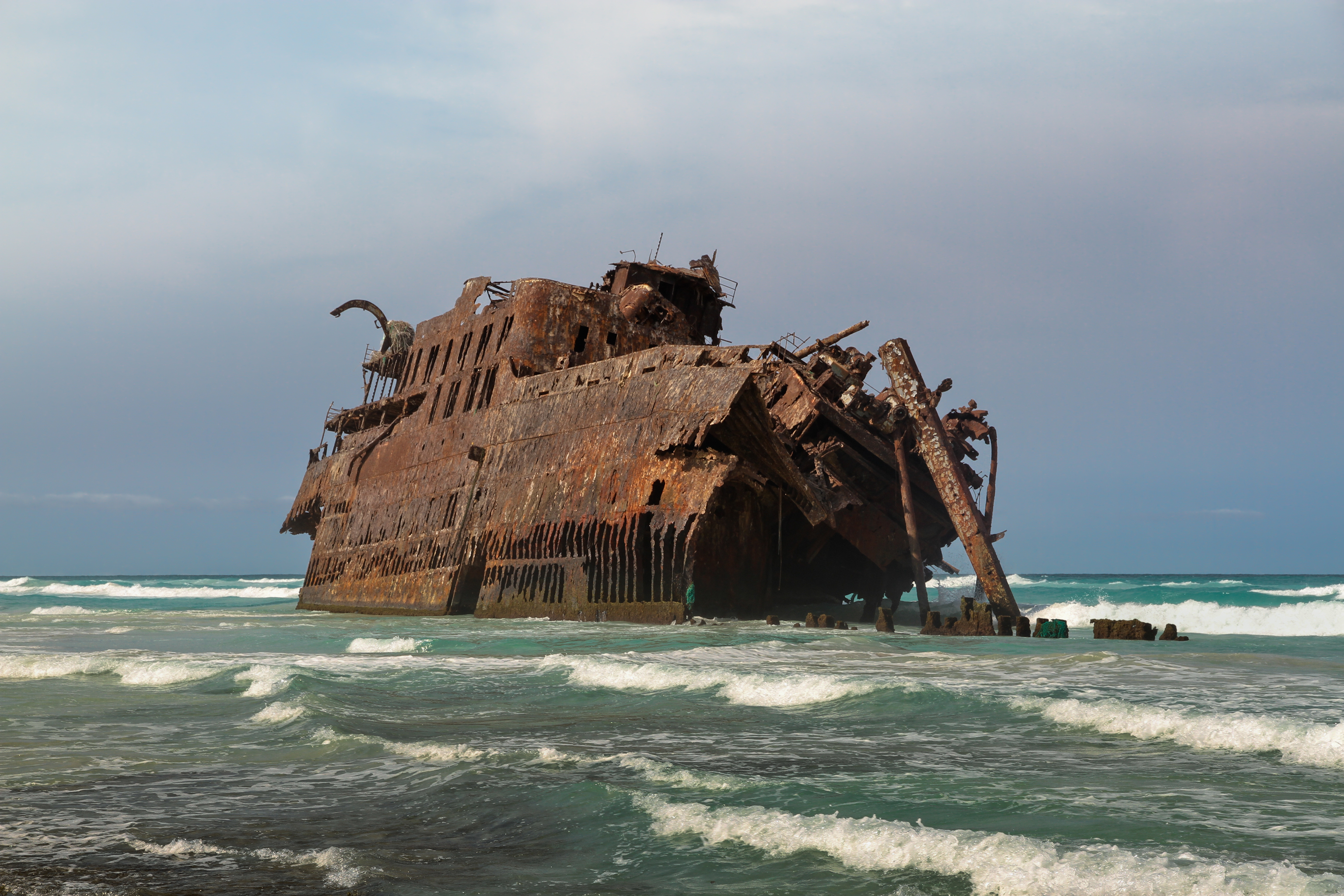
Naufragio en Cabo de Santa María (dic. 2010)

La isla dispone de un puerto en la ciudad de Sal Rei que actualmente está siendo ampliado.

## Deportes
Fútbol
- Académica (Sal-Rei) - Sal-Rei
- Sport Sal Rei Club - Sal Rei
- Onze Estrelas - Bofareira